# (3305) Ceadams
(3305) Ceadams es un asteroide perteneciente al cinturón de asteroides, descubierto el 21 de mayo de 1985 por Alan C. Gilmore y la también astrónoma Pamela M. Kilmartin desde el Observatorio Universitario del Monte John, Isla Sur, Nueva Zelanda.

## Designación y nombre
Designado provisionalmente como 1985 KB. Fue nombrado Ceadams en honor al astrónomo neozelandés Charles Edward Adams.